# Очеретянка науруйська
Очеретянка науруйська (Acrocephalus rehsei) — вид співочих птахів з родини очеретянкових (Acrocephalidae).

## Поширення
Ендемік Науру, невеликого острова на заході Тихого океану. Єдиний представник горобцеподібних птахів на острові. Вид поширений по всьому острові і є досить звичайними там. У 2006 році популяція була оцінена в 5000 птахів.

## Опис
Науруйська очеретянка завдовжки 15 сантиметрів, має прямий дзьоб, її тіло оливково-сіре зверху з білуватим кольором під грудьми та білою бровою.